# Syagrus romanzoffiana
Syagrus romanzoffiana, la palmera pindó o ybá pitá, también Mbokaja aka en guaraní, es una especie de la familia de las palmeras (Arecaceae). Es nativa del sur de Brasil, Paraguay, Uruguay, y el Litoral argentino. 
Se planta hoy como ornamental, y se ha introducido a ese efecto en otras regiones tropicales, subtropicales e incluso mediterráneas del mundo, siendo de uso habitual en urbanismo. En relación con otras palmeras, tolera bien suelos relativamente pobres y temperaturas frescas.
Otros nombres: "coquito", "yerivá" en Argentina y Paraguay, "coco de cachoeira", "guariroba" en Brasil.
También es conocida como Coco plumoso

## Descripción
Es una palmera de hasta 25 m de altura, con estípite de color grisáceo y hasta 60 cm de diámetro basal. Las hojas son palmas alternas, de 2 a 3 m, con el raquis típicamente caedizo, pinnadas, finamente divididas, con folíolos lanceolados de hasta 1 m de largo, que se insertan en el raquis en distintas filas y agrupamientos dando a la hoja un aspecto plumoso.
El estípite es desnudo y anillado (debido a las cicatrices foliares que dejan las vainas no persistentes), característica que en Argentina comparten con la nativa Euterpe edulis (el palmito). Las vainas se diferencian del palmito en que no son cerradas, es decir sus lados no se unen entre sí del otro lado del estípite formando un cilindro; además el margen es fibroso; en Euterpe las vainas son verdes y lustrosas, lisas y cerradas formando un cilindro. Otra diferencia con Euterpe es la disposición de las pinas a lo largo del raquis, insertas de forma algo desordenada y plegadas de forma de orientarse hacia varios planos diferentes (carácter que comparten con otros géneros con estípites diferentes: Acrocomia, Allagoptera). Esta orientación de las pinas da a cada hoja un aspecto plumoso, a diferencia del aspecto de pinas ordenadas en dos planos de Euterpe. Tallo, pecíolo y raquis se describen como inermes.
Produce inflorescencias intrafoliares muy ramificadas, protegidas por una espata leñosa y estriada, con flores blancas o amarillas, monoicas. Florece en verano y fructifica hacia finales de este o comienzos del otoño. El fruto es una drupa globosa, verde cuando está inmadura y naranja o amarillo al madurar, de 1-2 cm de diámetro, conteniendo pulpa densa y muy fibrosa y una única semilla de color pardo; aparece en densos racimos. Se utiliza para la alimentación del ganado.
Esta especie puede formar híbridos con otras especies de palmeras como la Butia capitata, con la cual forma un híbrido denominado Butiagrus.

Morfología
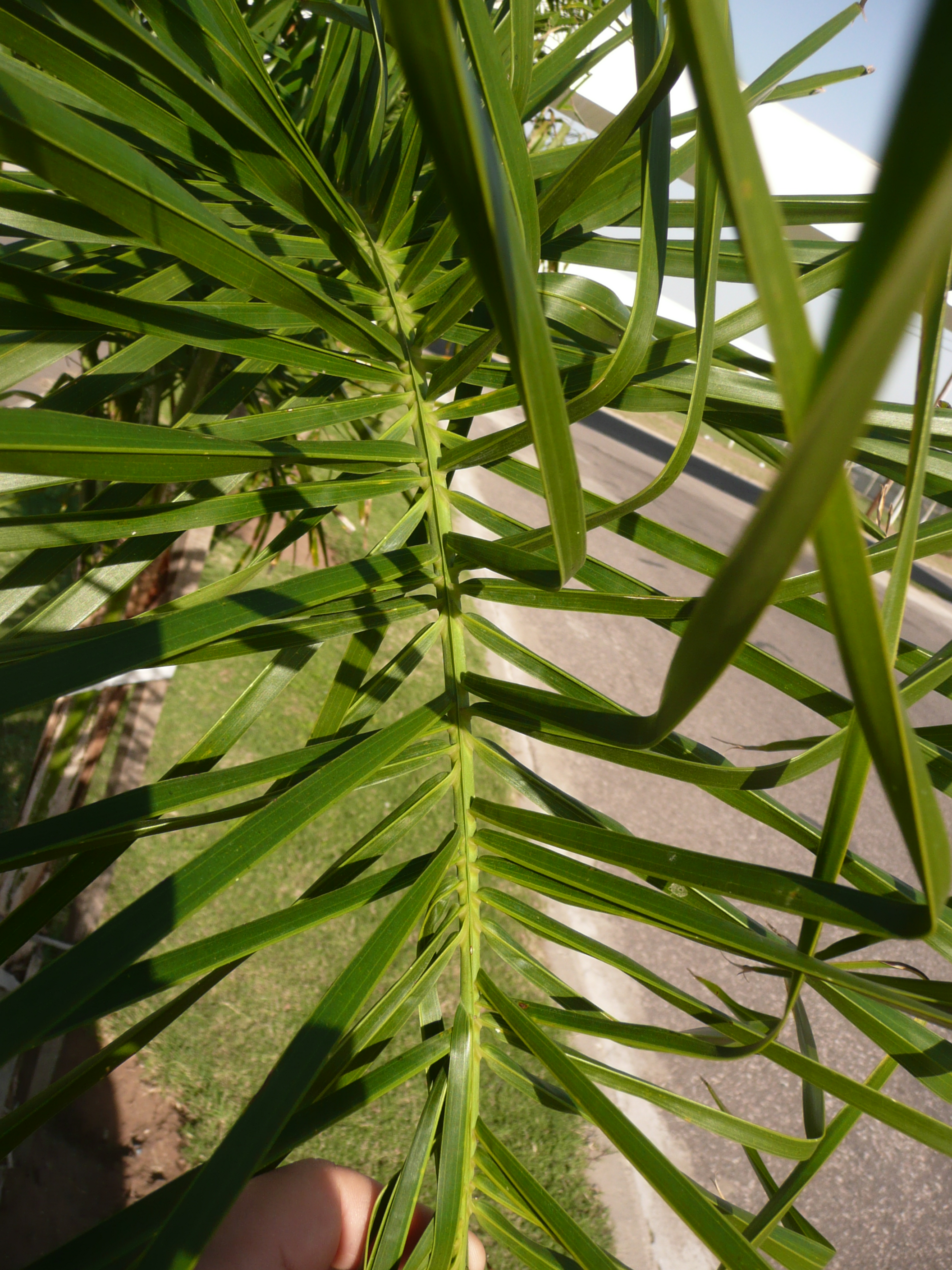
Pinas
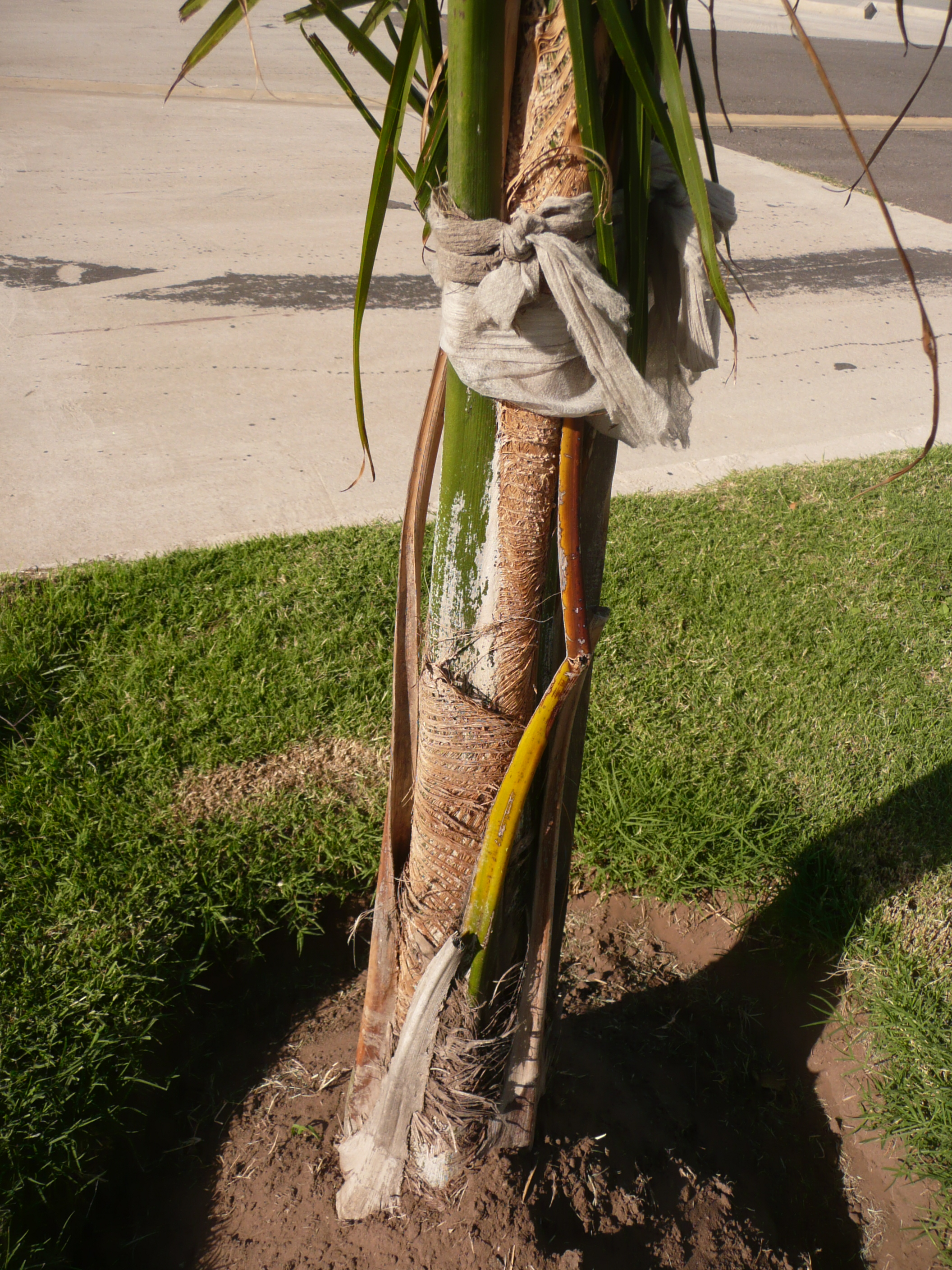
Fibras en los márgenes de las hojas en un ejemplar muy joven
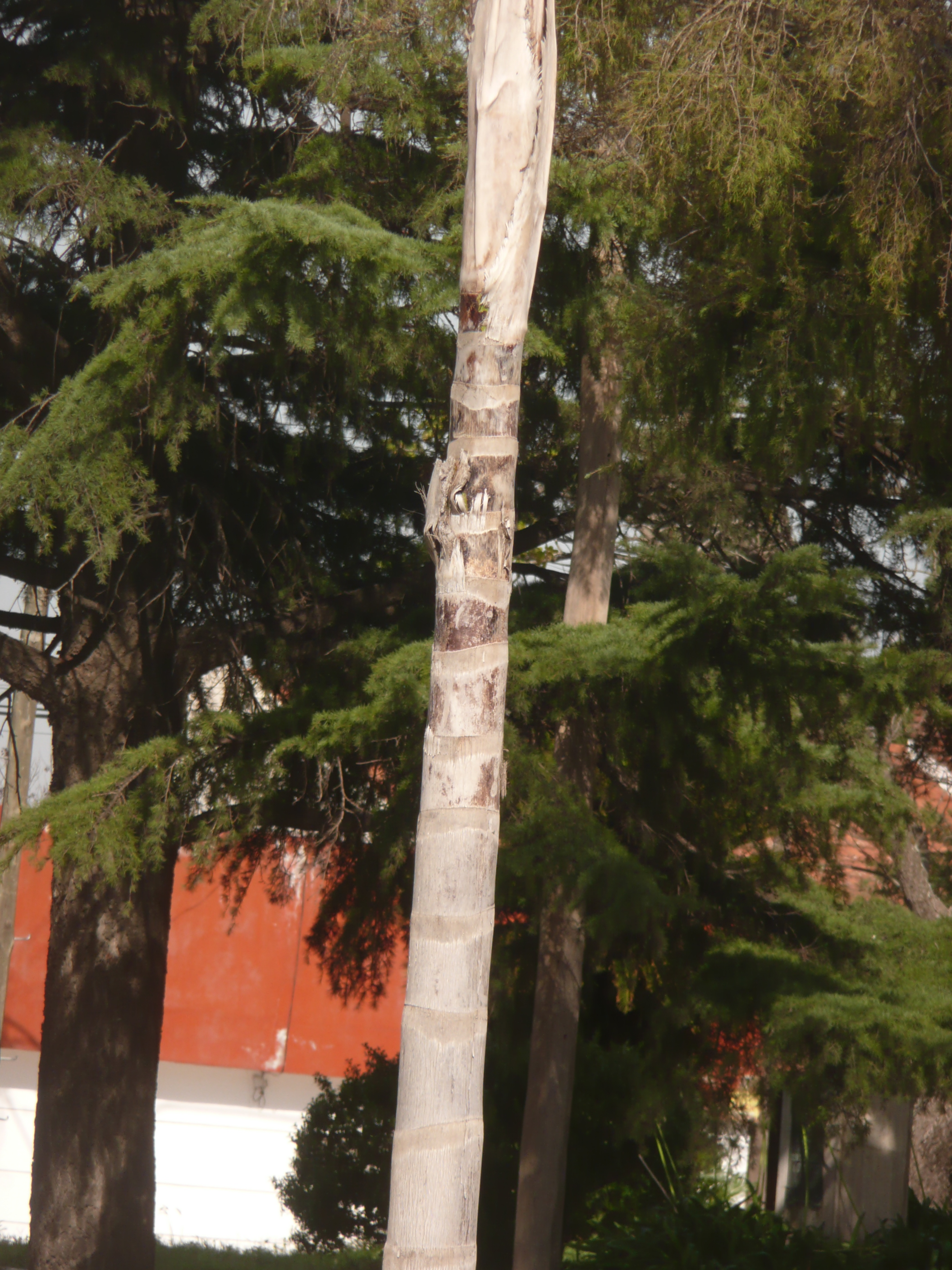
Tronco desnudo, anillado.
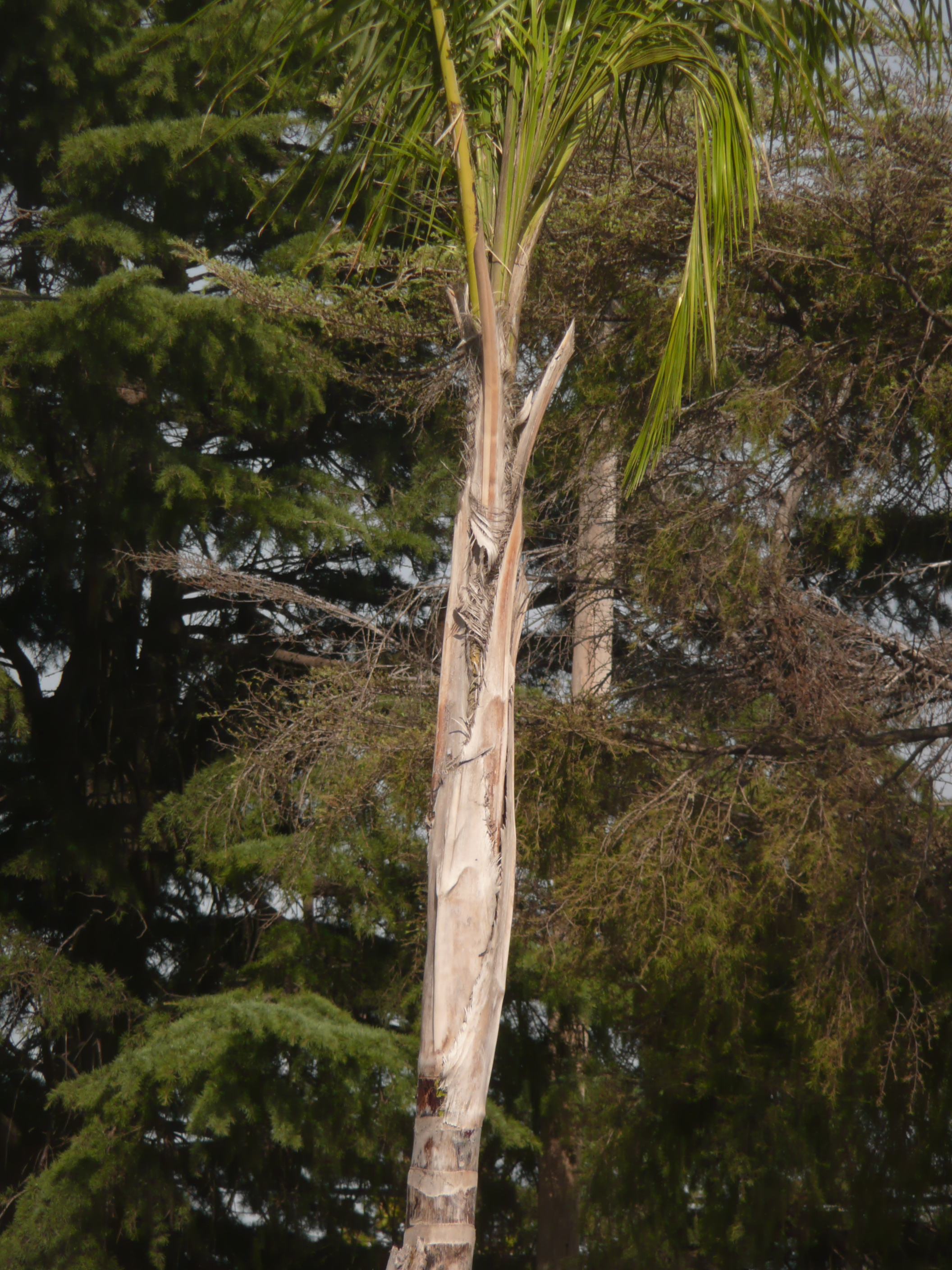
Hojas más antiguas podadas a la altura del pecíolo
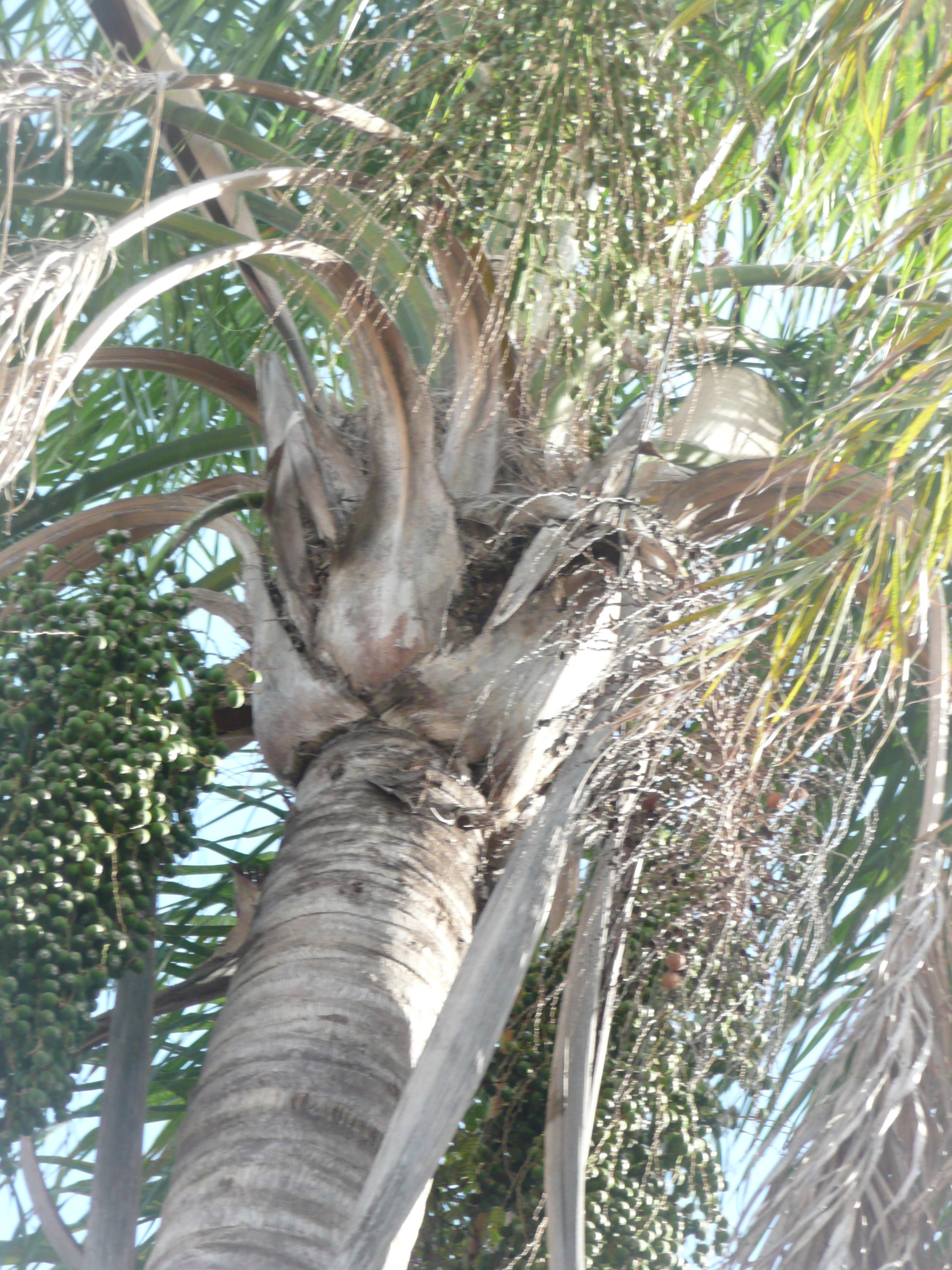
Ejemplar más robusto y de vainas redondeadas

Inflorescencia y frutos
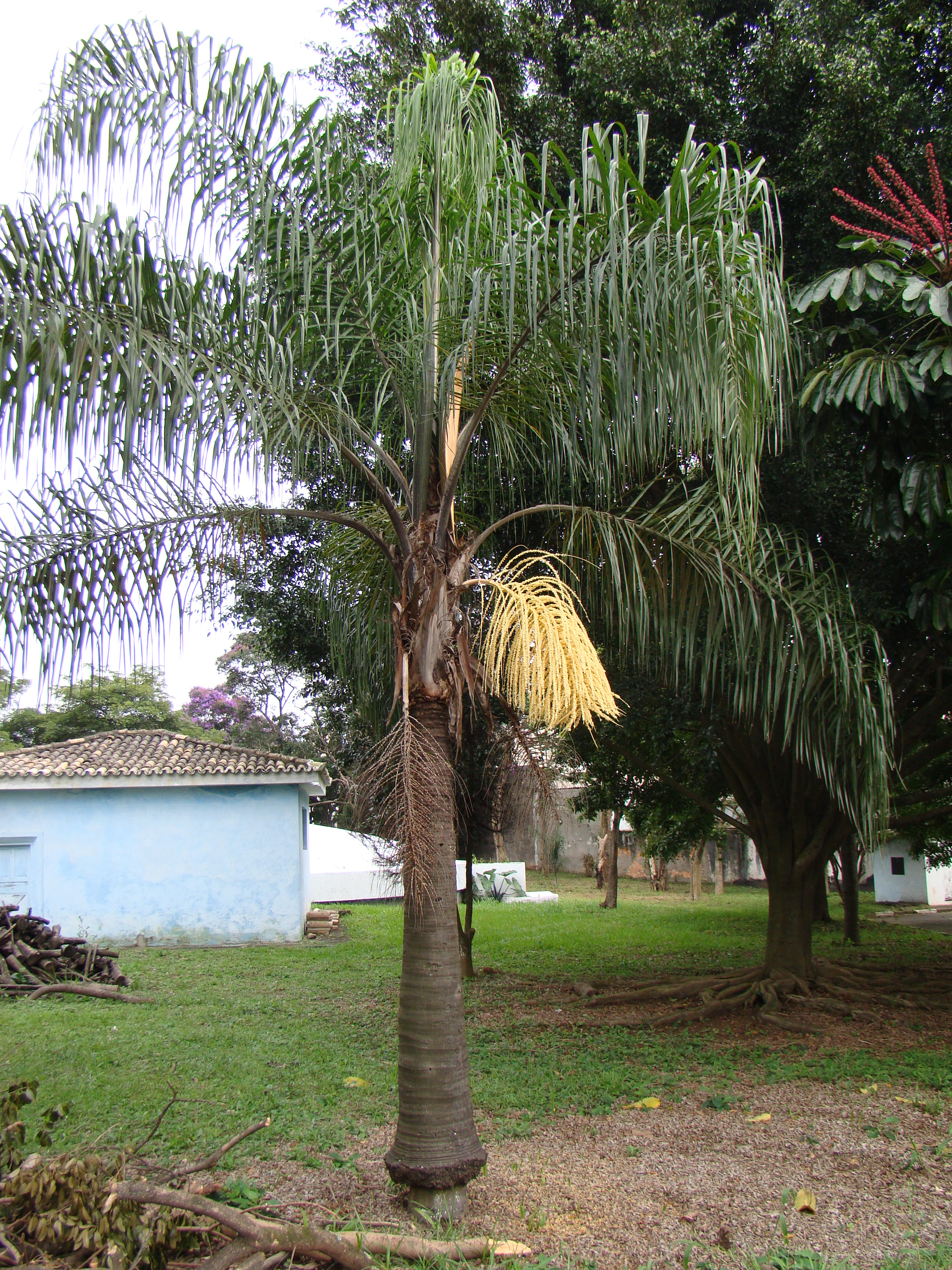
Ubicación de la inflorescencia
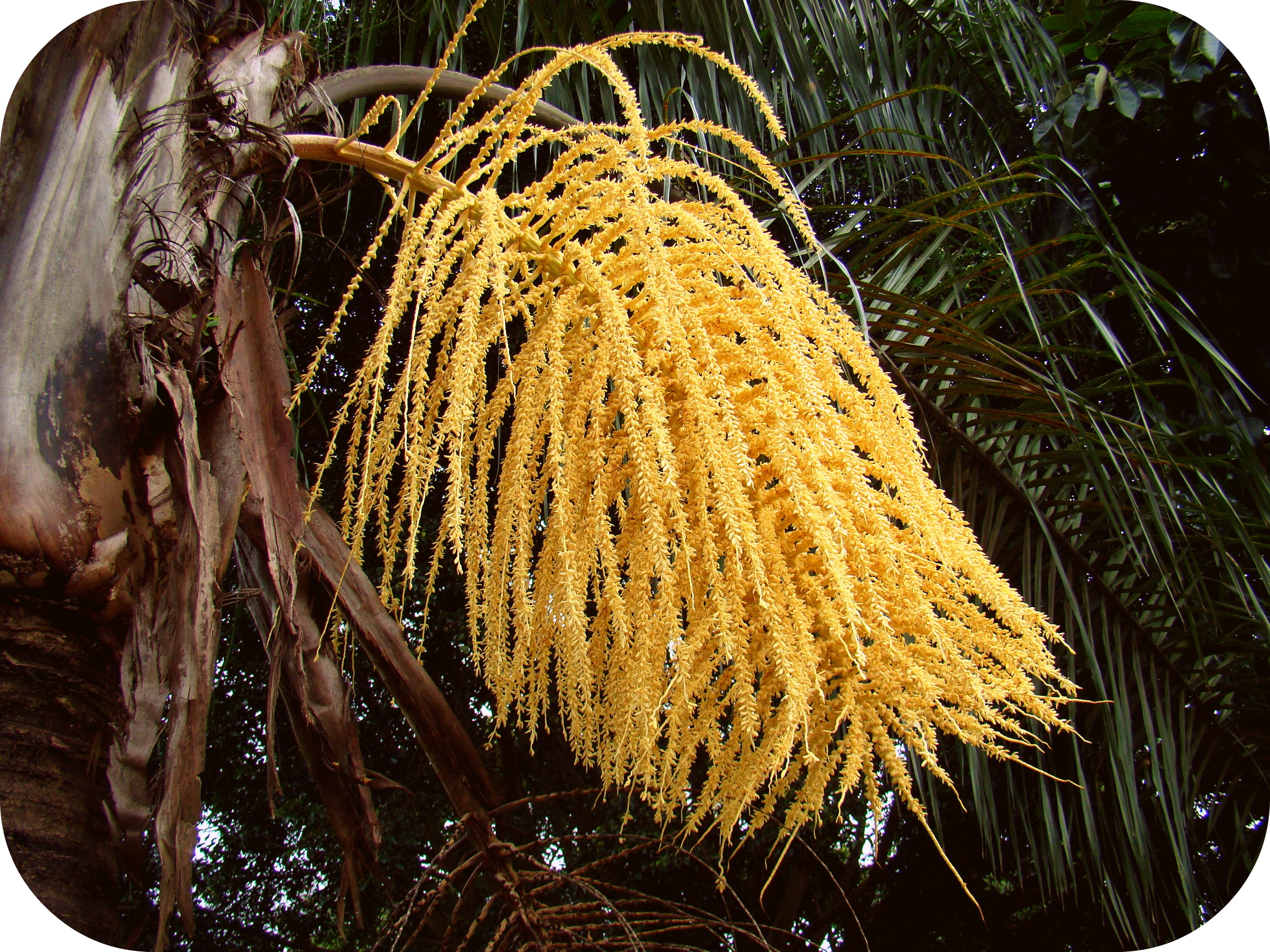
Inflorescencia
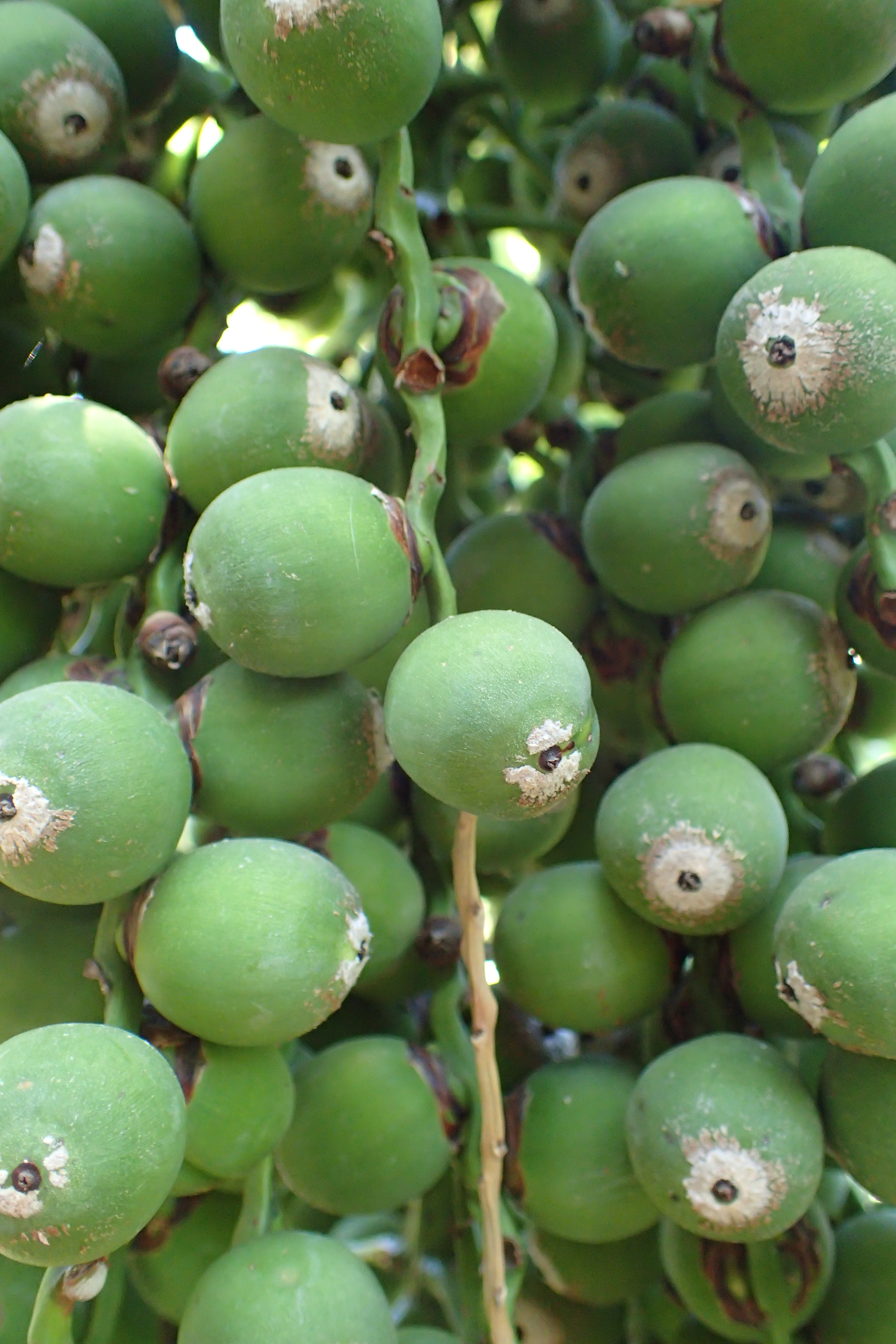
Frutos inmaduros
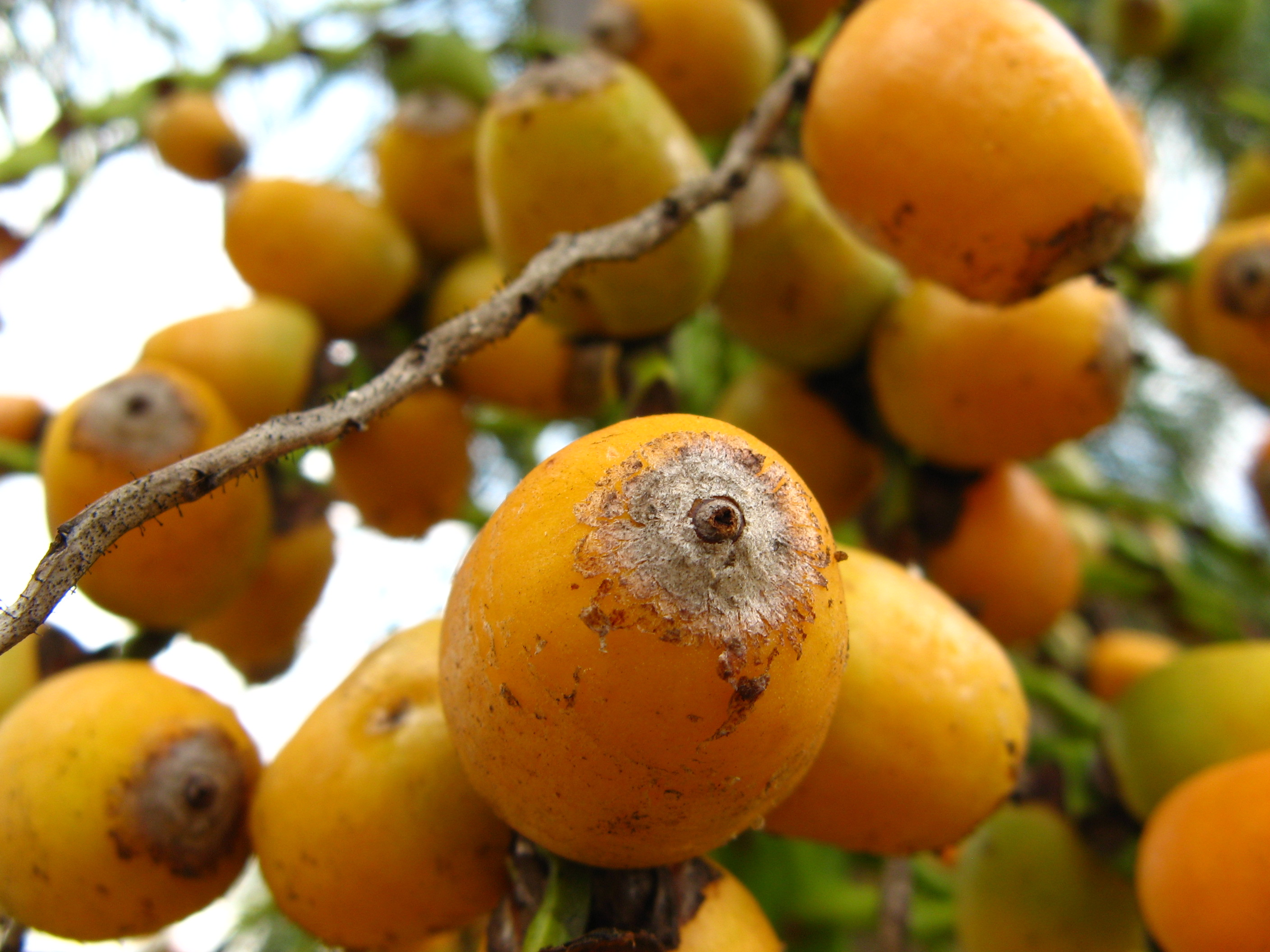
Frutos maduros

## Cultivo
Esta especie prefiere suelos bien drenados, ligeramente ácidos o neutros, ricos en nutrientes —en especial hierro y manganeso— y mucho sol. Requiere bastante humedad en época de crecimiento, y en invierno tolera medianamente bien las heladas si las temperaturas diurnas son templadas.
Es de crecimiento rápido. Las semillas requieren calor y humedad para germinar, y el proceso de germinación dura de 3 a 6 meses. Puede acelerarse recogiendo los frutos inmaduros y extrayendo la pulpa fibrosa de los mismos. Es fácil de trasplantar y resistente, por lo que se prepara muchas veces para la introducción de ejemplares ya maduros en avenidas y otras superficies verdes.

## Usos
Los nativos del Noreste argentino  y el Paraguay  empleaban la decocción de raíces del pindó para provocar o estimular la menorrea, o como abortivo en grandes dosis.
Es posible hacer dulces del fruto (similar a la miel de palma); poniendo en remojo los frutos, luego separando la pulpa de la semilla, colocar todo pulpa y semilla con un poco de agua a hervir; luego pasar por un colador separando el jugo al que se le añadirá azúcar en cantidad necesaria y se lleva al fuego hasta darle punto de jalea o mermelada (se puede añadir cascaritas de naranja para enriquecer el sabor). se aclara que por la gran cantidad de pectina del fruto, su consistencia es algo más elástica que la miel. (ejemplo: 30 frutos, 2 tazas chicas de agua y 150 gramos de azúcar, unas cascaritas de naranja en trozos)

## Taxonomía
Syagrus romanzoffiana fue descrita por Sereno Watson y publicado en Proceedings of the American Academy of Arts and Sciences 23(2): 286. 1888.
Etimología
Syagrus: nombre genérico que proviene de griego skaphe, "cóncavo o hueco", y glotta = "lengua", refiriéndose al formato del labio de sus flores.

Sinonimia
- Calappa romanzoffiana (Cham.) Kuntze (1891).
- Arecastrum romanzoffianum (Cham.) Becc. (1916).
- Arecastrum romanzoffianum var. genuinum Becc. (1916), nom. inval.
- Cocos australis Mart. in A.D.d'Orbigny (1844).
- Cocos plumosa Hook.f. (1860).
- Cocos datil Drude & Griseb. (1879).
- Cocos geriba Barb.Rodr. (1879).
- Cocos acrocomioides Drude in C.F.P.von Martius & auct. suc. (eds.) (1881).
- Cocos botryophora var. ensifolia Drude in C.F.P.von Martius & auct. suc. (eds.) (1881).
- Cocos martiana Drude & Glaz. in C.F.P.von Martius & auct. suc. (eds.) (1881).
- Cocos australis Drude & Brandt (1889), nom. illeg.
- Calappa acrocomioides (Drude) Kuntze (1891).
- Calappa australis (Mart.) Kuntze (1891).
- Calappa datil (Drude & Griseb.) Kuntze (1891).
- Calappa martiana (Drude & Glaz.) Kuntze (1891).
- Calappa plumosa (Hook.f.) Kuntze (1891).
- Cocos arechavaletana Barb.Rodr. (1901).
- Arecastrum romanzoffianum var. australe (Mart.) Becc. (1916).
- Arecastrum romanzoffianum var. ensifolium (Drude) Becc. (1916).
- Arecastrum romanzoffianum subvar. minus Becc. (1916).
- Arecastrum romanzoffianum var. micropindo Becc. (1936). [7]